# الرجل النائم

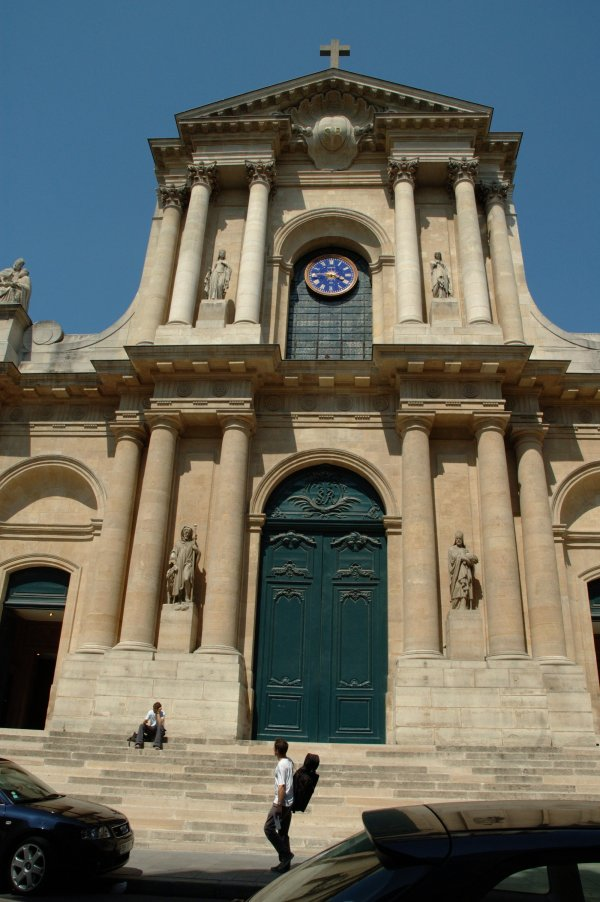
ودائما ما ترن نواقيس سان روخ (كنيسة) ويتكرر سماعها في غرفة بطل الرواية.

رجل نائم هي رواية كتبها الكاتب الفرنسي جورج بيريك والتي نشرت في عام 1967، بطل الرواية هو طالب يبلغ من العمر 25 عاما، وقد تجاهل في يوم من اللأيام حياة الآخرين وسحب نفسه إلي العزلة واللامبالاة .
والحدث له جذور شخصية، حيث تعرض بيرك في سن مبكر إلي اكتئاب متماثل علي الدوام.